# Antocha (Antocha) nebulipennis immaculata
Antocha (Antocha) nebulipennis immaculata is een ondersoort van de tweevleugelige Antocha (Antocha) nebulipennis uit de familie steltmuggen (Limoniidae). De ondersoort komt voor in het Palearctisch en Oriëntaals gebied.